# Наиб
Наи́б (араб. نائب‎ — заместитель, уполномоченный, наместник) — в средневековых мусульманских государствах должность заместителя или помощника какого-нибудь начальника или духовного лица, иногда — начальник местной полиции, старшина сельской общины.

## Этимология
Слово «наиб» (араб. نائب‎) в переводе с арабского означает «заместитель». Слово произошло от «наба» (араб. ناب‎ — «занимать чье-либо место», «замещать кого-либо»).

## Наибы в разных странах
Имамат
В имамате Шамиля — его уполномоченный, осуществлявший военно-административную власть на определённой территории. Имамат делился по территориальному принципу на наибства. Наибы назначались из авторитетных и способных горцев. Наибы осуществляли военно-административную власть и контролировали соблюдение норм шариата. В полномочия наибов входило назначение начальников сотен и пятисотен и муфтиев. На съездах наибов решались важнейшие государственные вопросы.
Популярными наибами Шамиля были Шоип-Мулла, Иса Гендергеноевский, Ахбердил Мухаммед, Хаджи-Мурат, Инквачилав Дибир, Кибит-Магома, Даниял-бек, Бук-Мухаммад, Байсангур Бенойский, Ю.-Х. Сафаров, Талхиг Шалинский, Геха, Гойтемир Ауховский, Ума Дуев и др.
Абдуррахман Казикумухский, сын шейха Джамалуддина и зять Шамиля, в своих очерках особенно отмечает некоторых из наибов: «Наибов, которых здесь перечислил, я видел своими глазами несколько раз и сам знал об их положении... Среди этих наибов были такие, которые чистосердечно были преданы имаму и ради дела не жалели ни своего имущества, ни себя соблюдая среди народа, подвластного им, справедливость... Самыми справедливыми наибами в Чечне были: Шуайб, Сухаиб, Ахбердиль Мухаммед из Аварии, Талхик, Осман, Ума из Зунсы. Из дагестанских наибов: Хаджиясул Мухаммад из Аварии, Хаджи-Мурад, Инквачилав Дибир, Догоногол Мухаммед, Микаил из Аквари, Абакар-Дибир из Аргвани, Кади из Ичичали, мухаджир Абакархаджи из Акуши, Хурш (Нурмухам-мед) из Согратля, глухой Хаджи (ІИнковхаджи) из Чоха, Мухаммад из Кудали, павший мучеником в Гунибе, Гаирбек из Ауха и другие, подобные им».
Азербайджан
После присоединения к России азербайджанских ханств, наибами называли начальника магала (участка).
Османская империя
В Османской империи — судья шариатского суда, заместитель верховного судьи, помощник кадия, муллы, старшины ремесленного цеха т.д..

## Хадж
Паломничество в Мекку (хадж) является обязанностью каждого мусульманина и мусульманки. Иногда случается так, что мусульманин имеет средства совершить хадж, но по каким-либо причинам не может сделать это (например из-за плохого состояния здоровья). Ислам разрешает человеку, который не в состоянии сам совершить хадж, уполномочить совершить его другого человека (наиба).
Наиб должен взять деньги только на покрытие своих ежедневных, жизненно необходимых расходов. Целью наиба должно быть совершение всех обрядов хаджа вместо пославшего его человека, и он ни в коем случае не должен ехать в Мекку с целью торговли и других дел. Расходы наиба несёт тот человек, который отправил в хадж наиба вместо себя.